# Kim Magnusson (ciclista)
Kim Magnusson (Skövde, 31 agosto 1992) è un ex ciclista su strada svedese, attivo in formazioni Elite UCI dal 2014 al 2021 e due volte campione nazionale in linea.
È figlio dell'ex ciclista Glenn Magnusson.

## Palmarès

### Strada
- 2017 (Team Tre Berg-PostNord, una vittoria)

Campionato svedese, Prova in linea Elite
- 2020 (Riwal-Readynez, una vittoria)

Campionato svedese, Prova in linea Elite

## Piazzamenti

### Classiche monumento
- Liegi-Bastogne-Liegi

2018: ritirato

### Competizioni mondiali
- Campionati del mondo

Valkenburg 2012 - In linea Under-23: 112º
Toscana 2013 - In linea Under-23: ritirato
Bergen 2017 - In linea Elite: ritirato
Yorkshire 2019 - In linea Elite: ritirato
Fiandre 2021 - In linea Elite: ritirato

### Competizioni europee
- Campionati europei

Olomouc 2013 - In linea Under-23: ritirato
Nyon 2014 - In linea Under-23: 24º
Plouay 2020 - In linea Elite: 83º
Trento 2021 - In linea Elite: ritirato